# Langmuirs adsorptionsisoterm
Langmuirs adsorptionsisoterm är ett uttryck som beskriver, vid konstant temperatur och jämvikt, sambandet mellan täckningen av ett adsorbat på en yta som funktion av partialtrycket av densamma. Modellen bygger på antagandena att adsorbatet har samma bindningsenergi till adsorptionssätena oavsett hur stor täckningen är, att adsorption och desorption är i jämvikt och att adsorbatet inte bildar mer än ett lager. Uttrycket härleddes av Irving Langmuir, som senare fick Nobelpriset för sitt arbete med ytkemi.
Isotermen lyder, för adsorbat {\displaystyle A},
{\displaystyle \theta _{A}={\frac {V_{A}}{V_{m}}}={\frac {b_{A}\,p_{A}}{1+b_{A}\,p_{A}}}},
där {\displaystyle \theta _{A}} är täckningen av adsorbatet, {\displaystyle V_{A}} är volymen adsorbat, {\displaystyle V_{m}} är volymen av ett lager adsorbat, {\displaystyle b_{A}} är en jämviktskonstant beroende på adsorption och desorption och {\displaystyle p_{A}} är partialtrycket. För låga tryck är täckningen proportionell mot trycket, medan den för höga tryck är så gott som konstant.